# Steinweg 1 (Quedlinburg)

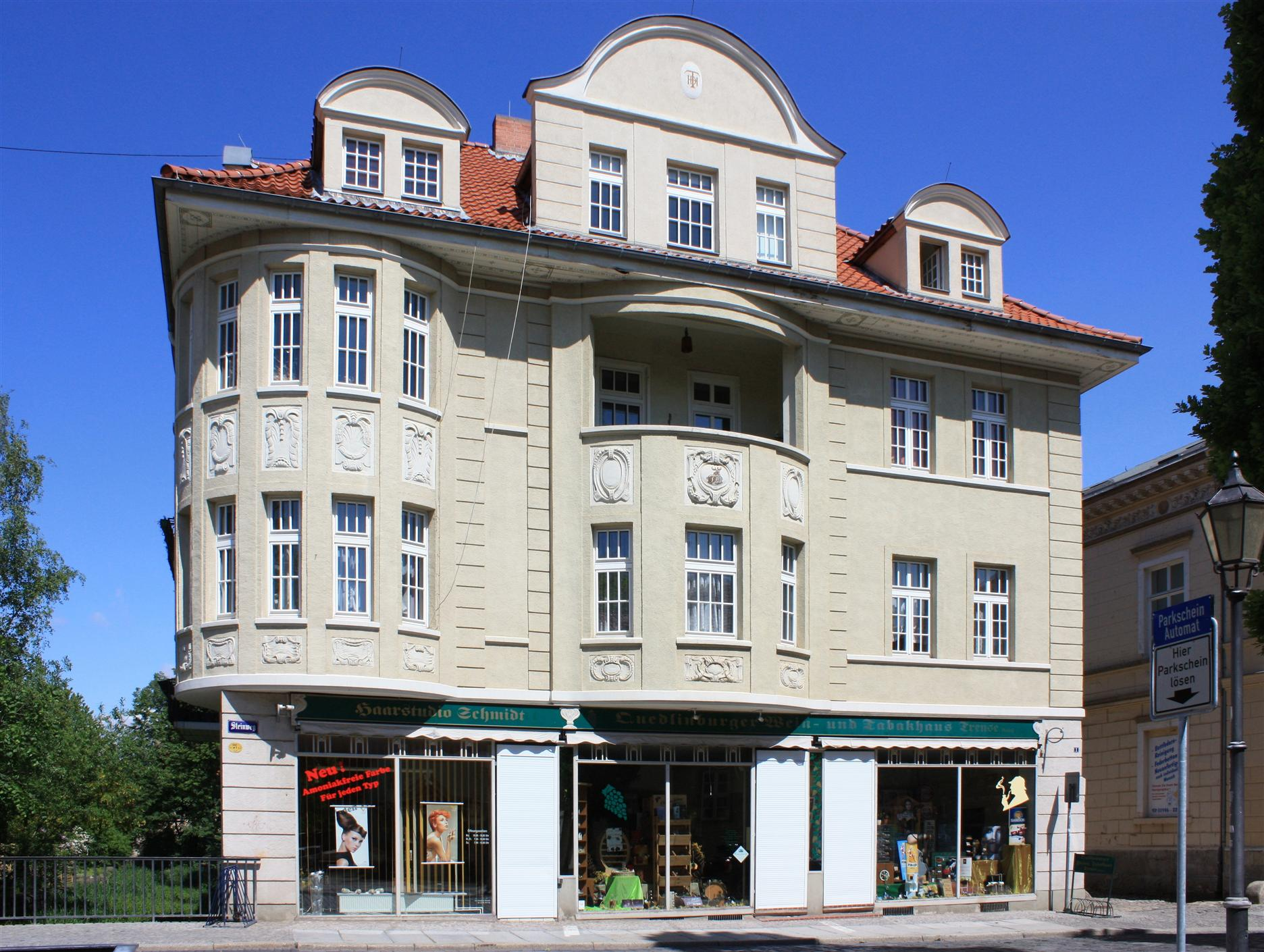
Haus Steinweg 1

Das Haus Steinweg 1 ist ein denkmalgeschütztes Gebäude in der Stadt Quedlinburg in Sachsen-Anhalt.

## Lage
Das im Quedlinburger Denkmalverzeichnis als Wohn- und Geschäftshaus eingetragene Gebäude befindet sich in der historischen Neustadt Quedlinburgs am Mühlgraben auf der Nordseite des Steinwegs und gehört zum UNESCO-Weltkulturerbe.

## Architektur und Geschichte
Das Gebäude entstand in der Zeit um 1910 und ist durch Loggia, Balkone, einem markanten Eckerker sowie Zwerchgiebel geprägt. In der Innengestaltung sind bestehende Stuckdecken erwähnenswert. Darüber hinaus bestehen im Treppenhaus bauzeitliche Bleiglasfenster.
Entlang des Mühlgrabens zieht sich ein niedrigerer Seitenflügel.